# Brahin (meteorit)
Meteorit Brahin je meteorit iz skupine kamnito-železovih meteoritov. 

## Zgodovina
Meteorit Brahin v resnici ni samo en majdeni kos meteorita. V letih od 1807 do 1968 so našli devet primerkov z ocenjeno skupno težo okoli 800 kg, od tega se je do sedaj ohranilo samo 724 kg. Prvega so našli že leta 1810 v Belorusiji v bližini mesta Homel. Spadajo v isto skupino kot meteorit Krasnojarsk. K meteoritu Brahin tako prištevajo celo vrsto posameznih meteoritov, ki so jih našli v različnih časih, vendar na približno istem področju. Vsi imajo enako strukturo, razlikujejo se samo po teži. Iz tega lahko sklepamo, da je na to področje nekoč padel pravi meteorski dež. Verjetno je bil prvi meteorit iz tega dežja najden že leta 1807. Takrat so istočasno našli dva primerka na področju kraja Kucovka. Proti koncu dvajsetega stoletja je bil na razdalji desetih kilometrov od prve najdbe (2 do 3 km vzhodno od vasi Kruki) najden tretji primerek z maso 182 kg. V začetku 20. soletja so v bližini našli še dva primerka, od katerih se je eden nahajal v globini okoli 1 m. Našli so še primerek z maso 270 kg. Leta 1938 so 2 km vzhodno od vasi Kaporenki v globini 30 do 40 cm našli še en kos meteorita z maso 16 kg. Verjetno je bilo na tem področju najdenih še več meteoritov, ki pa niso našli poti do znanstvene obdelave. Nekateri so v Inštitutu za geologijo Beloruske akademije znanosti v Minsku. Površina, na kateri se najdejo meteoriti te vrste , je široka 15 km in dolga okoli 30 km. Predvidevajo, da je smer meteoritnega dežja bila od jugovzhoda proti severozahodu. Verjetno je ta meteoritni dež padel pred manj kot tisoč leti.

## Lastnosti
Vsi primerki spadajo v skupino palazitov.
Meteoriti Brahin izvirajo iz asteroidnega pasu. 
Kemična sestava je naslednja: 36,5 % SiO2, 13,7 % FeO, 43,2 % MgO, 0,3 % MnO, 3,82% P2O5.
Druga imena, ki se uporabljajo za meteorit Brahin, so še: Kruki, Krukov, Minsk, Rokitskij in Komarinskij.